# Ng'haya
Ng'haya è una circoscrizione rurale (rural ward) della Tanzania situata nel distretto di Magu, regione di Mwanza. Conta una popolazione di 20 024 abitanti (censimento 2012).